# Spelobia bumamma
Spelobia bumamma är en tvåvingeart som beskrevs av Marshall 1985. Spelobia bumamma ingår i släktet Spelobia och familjen hoppflugor. Inga underarter finns listade i Catalogue of Life.